# Регламент про медичні вироби
Регла́мент про меди́чні ви́роби — нормативно-правовий акт Європейського Союзу щодо клінічних досліджень та розміщення на ринку медичних виробів для використання людьми. Він скасував Директиву 93/42/ЄЕС щодо медичних виробів (MDD) і Директиву 90/385/EEC щодо активних імплантованих медичних виробів (AIMDD).
Регламент був опублікований 5 квітня 2017 року та набрав чинности 25 травня 2017 року.

## Зміни
Зміни порівняно з Директивою про медичні вироби включають зміни в класифікації виробів і діапазоні виробів, суворіший нагляд за виробниками з боку нотифікованих органів, запровадження «Особи, відповідальної за відповідність нормативним вимогам» (PRRC) і концепції економічного оператора, вимоги щодо унікальної ідентифікації пристрою, маркування для виробів, реєстрація EUDAMED, вимоги UDI та активні заходи постмаркетингового нагляду.

## Застосування та класифікація
Порівняно з директивою, сфера застосування цього регламенту була розширена, щоб охопити не лише активні імплантовані медичні вироби, які раніше охоплювали Директиву 90/385/EWG про активні імплантовані медичні вироби (AIMDD), але також ряд продуктів, які не призначені для медичного призначення. Ця категорія включає вироби, подібні до медичних виробів, перерахованих у Додатку XVI.
Правила класифікації Додатку VIII MDR було розширено порівняно з MDD до 22 правил. Зміни в класифікації стосуються програмного забезпечення (правило 11), наноматеріалів (правило 19) і медичних виробів на основі речовин (правило 21).

### Багаторазові хірургічні інструменти
Багаторазові хірургічні інструменти тепер включені в окрему категорію, яку часто називають «I R». Відповідно до § 120(3) Регламенту, аспекти, пов'язані з їх багаторазовим використанням, підлягають перевірці нотифікованим органом, починаючи з 26 травня 2024 року. Це включає аспекти, пов'язані з переробкою та (повторною) стерилізацією. Це означає, що з точки зору нагляду нотифікованого органу хірургічні інструменти багаторазового використання тепер розглядаються так само, як стерильні вироби класу I і вироби класу I з вимірювальною функцією.

### Товари без медичного призначення
До сфери дії належать вироби без медичного призначення, які в принципі схожі на медичні вироби, але не мають конкретного медичного призначення. У Додатку XVI до регламенту перелічено шість категорій продуктів, які підпадають під її дію. До цих груп належать такі вироби, як косметичні контактні лінзи, лазери для видалення татуювань, обладнання для ліпосакції та інші. Замість того, щоб показувати клінічну користь, виробники таких продуктів повинні продемонструвати їхню ефективність і безпеку в ході клінічних випробувань.

## Ролі економічного оператора
Регламент у §2 (35) тепер визначає кілька різних ролей економічних операторів щодо медичних виробів. Їхні обов'язки детально описані в наступних розділах:
- §10 - Виробник
- §11 – Уповноважений представник[en]
- §13 - Імпортер
- §14 - Розподільник

Виробники, уповноважені представники та імпортери повинні зареєструватися в базі даних EUDAMED, щоб отримати єдиний реєстраційний номер (SRN); лише дистриб'ютори медичних виробів не повинні реєструватися.

## Особа, відповідальна за дотримання нормативних вимог
У §15 регламент вводить роль «особи, відповідальної за дотримання регуляторних вимог» (PRRC), яку виробники та уповноважені представники повинні мати в штаті своєї організації. На PRRC покладається ряд обов'язків та відповідальності, включаючи забезпечення виконання зобов'язань щодо постмаркетингового нагляду. Особи, які беруть на себе роль та обов'язки PRRC, повинні відповідати певним кваліфікаційним вимогам щодо освіти та досвіду. Більш детальна інформація про ООВР наведена в керівництві ЄС MDCG 2019-7.

## Загальні вимоги безпеки та продуктивности
«Загальні вимоги щодо безпеки та експлуатаційних характеристик» (GSPR) замінюють «Основні вимоги» (ER) старої директиви. Додаток I регламенту містить 23 вимоги, розділені на три глави:
- Загальні вимоги (1–9)
- Вимоги щодо проєктування та виготовлення (10–22)
- Вимоги до інформації, що надається разом з виробом (23)

Порівняно з вимогами старої директиви, вимоги в регламенті було розширено, наприклад, щодо виробів для непрофесійного використання, ІТ-безпеки та виробів без медичного призначення. Очікується, що виробники будуть використовувати гармонізовані стандарти та загальні вимоги для демонстрації відповідності GSPR.

## Європейська база даних медичних виробів
Європейська база даних про медичні прилади ( EUDAMED ) — це база даних для збору та публікації інформації про медичні вироби та діагностику in vitro.
EUDAMED має шість модулів:
- Реєстрація виробників;
- UDI[en] / Реєстрація виробів;
- Нотифікований орган[en] та сертифікати;
- Клінічні дослідження та дослідження ефективності;
- Пильність і постмаркетинговий нагляд[en];
- Ринковий нагляд.

Дані про економічних операторів, реєстрацію виробів та сертифікати є відкритими. База даних дозволить зв’язати сертифікацію виробника та єдиний реєстраційний номер (SRN), а також базовий UDI . Так званий «Резюме безпеки та клінічної ефективности» (SSCP), необхідний для деяких медичних виробів високого ризику, також буде доступний для громадськості через базу даних. Детальніше про роботу EUDAMED наведено в Імплементаційному регламенті Комісії (ЄС) 2021/2078. Подібною базою даних є Global Unique Device Identification Database (GUDID) FDA.
Як ключ до EUDAMED, регламент представляє базовий UDI-DI як унікальний ідентифікатор виробу. Медичний виріб (включаючи системні та процедурні пакети та IVD) повинен мати призначений базовий UDI-DI та бути зареєстрованим у частині UDI/пристрою EUDAMED. Вироби з власним UDI-DI від одного виробника з однаковим цільовим призначенням, класом ризику та основними конструктивними та виробничими характеристиками можуть бути згруповані в одному базовому UDI. Застарілим виробам, яким раніше не було призначено базовий UDI-DI, їм призначається EUDAMED-DI з метою реєстрації в EUDAMED. Замість UDI-DI для реєстрації можна призначити EUDAMED ID.

## Координаційна група медичних виробів
Відповідно до §103 MDR було створено Координаційну групу медичних виробів (MDCG). MDCG та її підгрупи публікують інструкції, які надають роз’яснення та підтримку національним компетентним органам, уповноваженим органам та економічним операторам щодо деталей впровадження MDR та IVDR. Членами MDCG є експерти, призначені державами-членами ЄС.

## Історія

### Витоки та передісторія
Попередня законодавча база включала директиву «Новий підхід» щодо медичних виробів (MDD), яка стала загальноприйнятим галузевим стандартом і була оновлена Директивою 2007/47/ЄС. У 2010 році французька влада відкликала грудні імплантати, вироблені французькою компанією Poly Implant Prothèse, у зв'язку з тим, що стало відомим як скандал PIP. Компанія отримала сертифікат CE від нотифікованого органу TÜV Rheinland, але використовувала несертифікований силікон для своєї продукції. Цей інцидент викликав значне занепокоєння громадськості щодо адекватності регуляторної бази у забезпеченні безпеки медичних виробів. Це призвело до розробки Європейським Союзом у 2012 році плану дій (так званого Спільного плану дій PIP) з метою посилення ринкового нагляду та розробки нових правил щодо медичних виробів. Перегляд європейських правил щодо медичних виробів шляхом скасування MDD та запровадження MDR спрямований на усунення існуючих прогалин, покращення нагляду з боку нотифікованих органів, ринкового нагляду та підвищення рівня безпеки пацієнтів.

### Дата імплементації
Регламент був прийнятий і набув чинності у 2017 році. Дата, до якої Регламент мав бути повністю впроваджений шляхом заміни попередніх директив, спочатку була визначена як 26 травня 2020 року. Після міжнародної надзвичайної ситуації у сфері охорони здоров'я, спричиненої COVID-19, Європейська Комісія та Європейський Парламент у квітні 2020 року вирішили перенести цей термін на один рік до 26 травня 2021 року.
Додаткові положення щодо переходу від MDD до MDR містяться в статті 120 регламенту. Через певні проблеми у 2023 році було запроваджено деякі додаткові терміни переходу, внісши зміни до статті 120 і дозволивши деякі затримки в повторній сертифікації до 2028 року для імплантованих виробів класу III та IIB, і до 2027 року для деяких інших, за певних обставин; положення про «розпродаж» виробів з ліцензією MDD, яке діяло раніше у травні 2025 року, також було вилучено.

### Інші зміни та доповнення
У 2024 році до регламенту було додано вимогу до виробників повідомляти державні органи в цифровому вигляді про (потенційні) збої в ланцюзі постачання медичних виробів (§10a).
У жовтні 2024 року Європейський парламент прийняв резолюцію про оновлення Регламенту щодо медичних виробів та діагностики in vitro, щоб запобігти потенційному дефіциту продукції, а також пропонував графік до 1 кварталу 2025 року для Комісії ЄС, щоб представити делеговані та імплементаційні акти та запропоновані зміни до правил. Це рішення є відповіддю на занепокоєння виробників щодо дотримання термінів переходу.